# Hyboserica brunneipes
Hyboserica brunneipes är en skalbaggsart som beskrevs av Moser 1915. Hyboserica brunneipes ingår i släktet Hyboserica och familjen Melolonthidae. Inga underarter finns listade i Catalogue of Life.